# Bobby Phills
Bobby Ray Phills II (20 décembre 1969; 12 janvier 2000) est un joueur professionnel de basket-ball américain. Il a évolué au poste d'arrière dans la ligue américaine NBA dans l'équipe des Cavaliers de Cleveland puis avec les Charlotte Hornets.
Né à Bâton-Rouge en Louisiane, Bobby Phills a été sélectionné par les Bucks de Milwaukee en 1991 pour le Draft 1991 de la NBA après avoir suivi ses études et obtenu avec succès son diplôme à la Southern University. Il n'a finalement jamais joué pour la franchise du Wisconsin et a rejoint la Continental Basketball Association pour évoluer au sein de l'effectif des Sioux Falls Skyforce. Totalisant une moyenne de 23,1 points par match, il a fini par intégrer la NBA en signant son premier contrat avec les Cavaliers de Cleveland au cours de la saison 1991-1992. Sa carrière s’est terminée prématurément lorsqu’il était encore chez les Charlotte Hornets. En neuf années de carrière, ses statistiques sont de 11 points, 3,1 rebonds et 2,7 passes décisives en moyenne par match.
Le 12 janvier 2000, Phills a trouvé la mort à trente ans dans un accident de voiture à proximité du Coliseum Center, la salle de basket de Charlotte. Accompagné de son coéquipier David Wesley, il a roulé à plus de 160 km/h et a perdu le contrôle de son véhicule en plein trafic rendant l'accident fatal. Le rapport de police a notamment conclu à une négligence et une manœuvre imprudente et maladroite. L'hypothèse d'une course urbaine sauvage à laquelle aurait participé Phills a été évoquée. Le soir même, le match opposant les Hornets de Charlotte aux Chicago Bulls a été annulé.
La franchise hornets de Charlotte a retiré son maillot numéro (13) le 9 février 2000.
Bobby Phills souhaitait se reconvertir dans le domaine animalier en tant que vétérinaire.